# Help! Help!
Help! Help! er en amerikansk stumfilm fra 1912 af Mack Sennett.

## Medvirkende
- Fred Mace som Mr. Suburbanite.
- Mabel Normand som Mrs. Suburbanite.
- Dell Henderson.
- Edward Dillon.
- Alfred Paget.